# منتخب جبل طارق لكرة القدم
منتخب جبل طارق لكرة القدم (بالإنجليزية: Gibraltar national football team)‏ يمثل جبل طارق في مسابقات كرة القدم ويتم الإشراف عليه بواسطة اتحاد جبل طارق لكرة القدم.  يتمتع الاتحاد منذ سنة 2016 بعضوية كاملة في الفيفا مما سمح له المشاركة  في تصفيات كأس العالم لكرة القدم ابتداءً من نسخة عام 2018. تقدم جبل طارق قبلها بطلب الحصول على عضوية اليويفا الكاملة وقد قوبل الطلب بموافقة خلال مؤتمر اليويفا في مايو 2013 مما خول له التنافس في بطولة أمم أوروبا ابتداءً من نسخة عام 2016. جبل طارق التي يسكنها 30،000 شخص تعتبر أصغر عضو في اليويفا من حيث عدد السكان.
على الرغم من عدم كونها جزيرة، تمكنت جبل طارق من أن تدخل مسابقة كرة القدم في ألعاب الجزر 1993 كما أصبحت جبل طارق تشارك بها بإنتظام وحققت الفوز بنسخة 2007.

## معرض صور

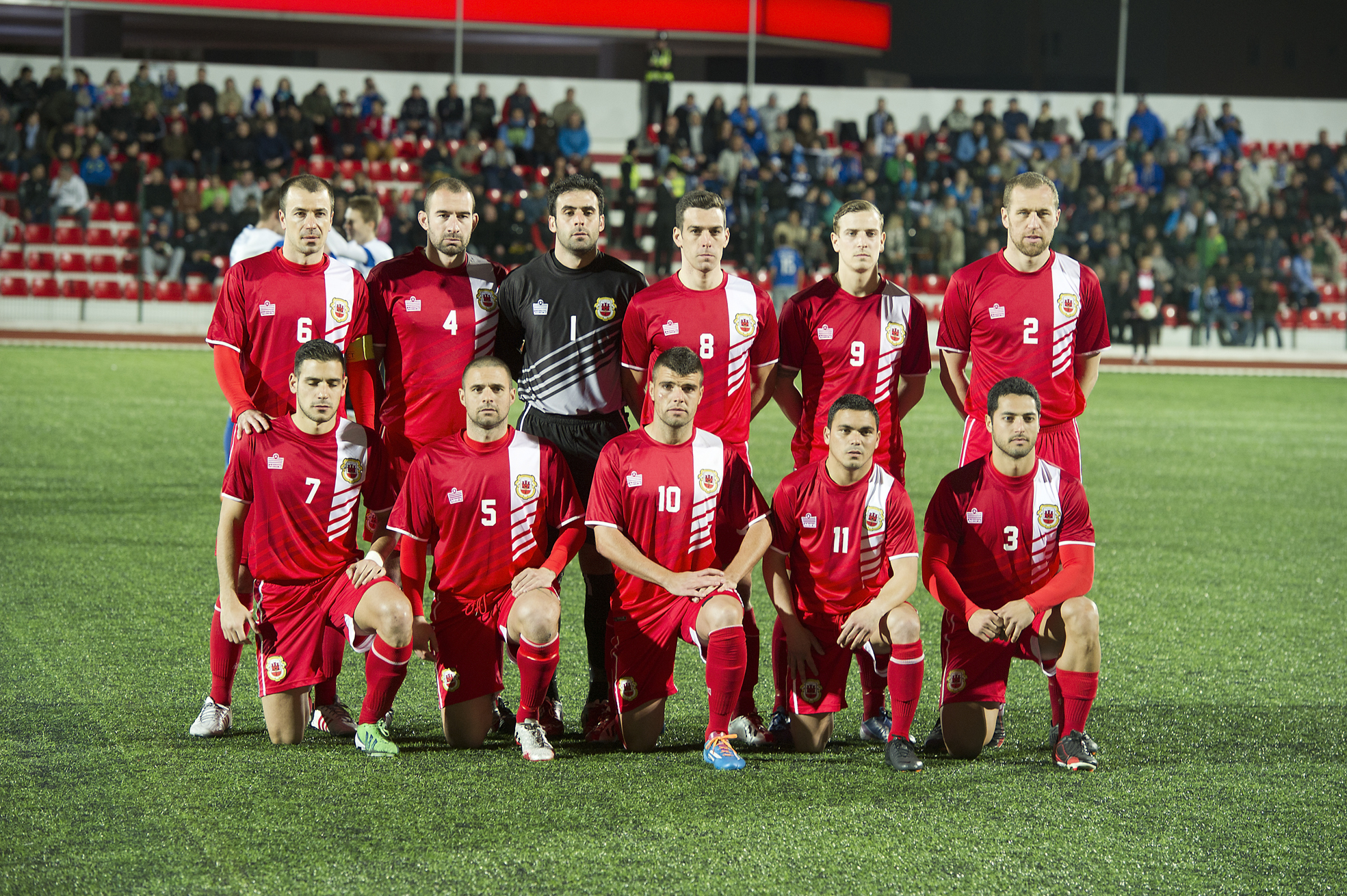
منتخب جبل طارق عام 2014
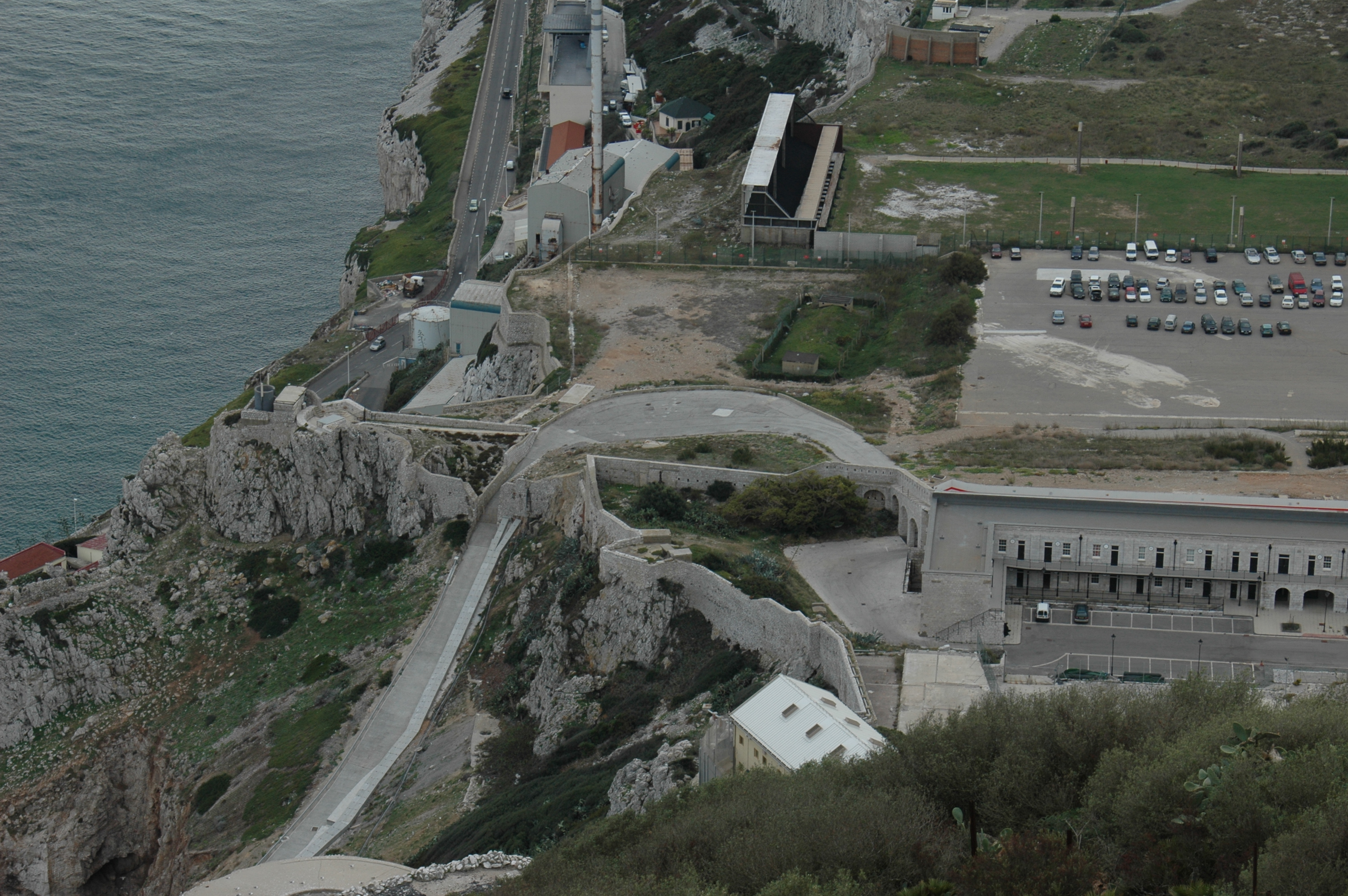
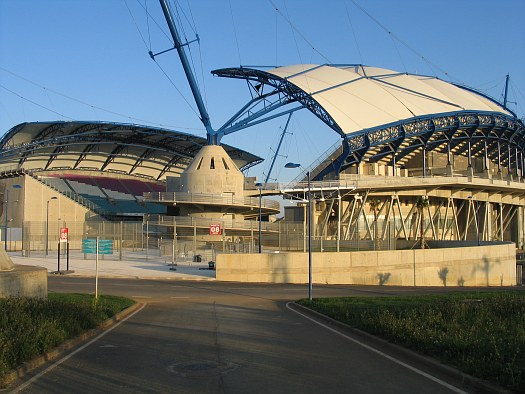
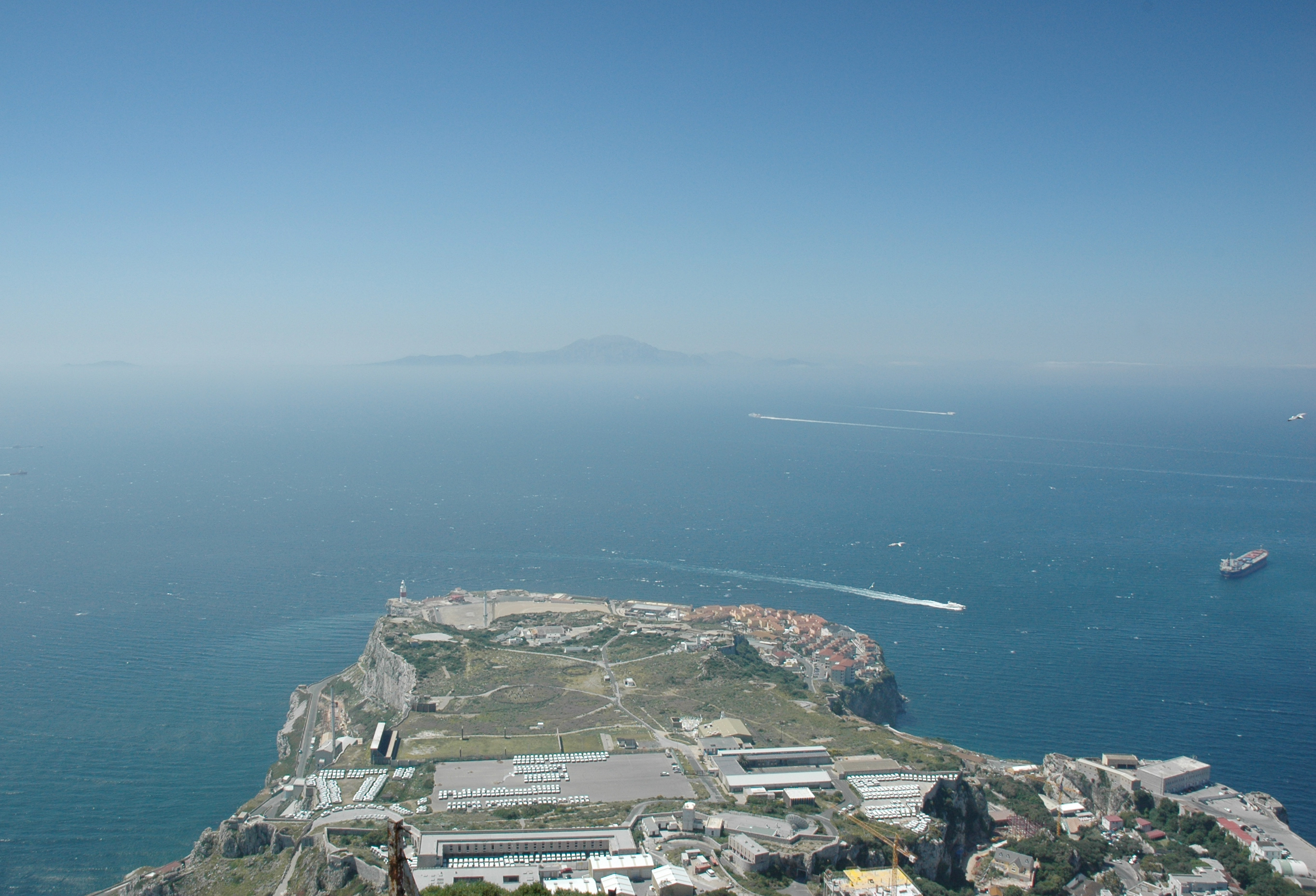
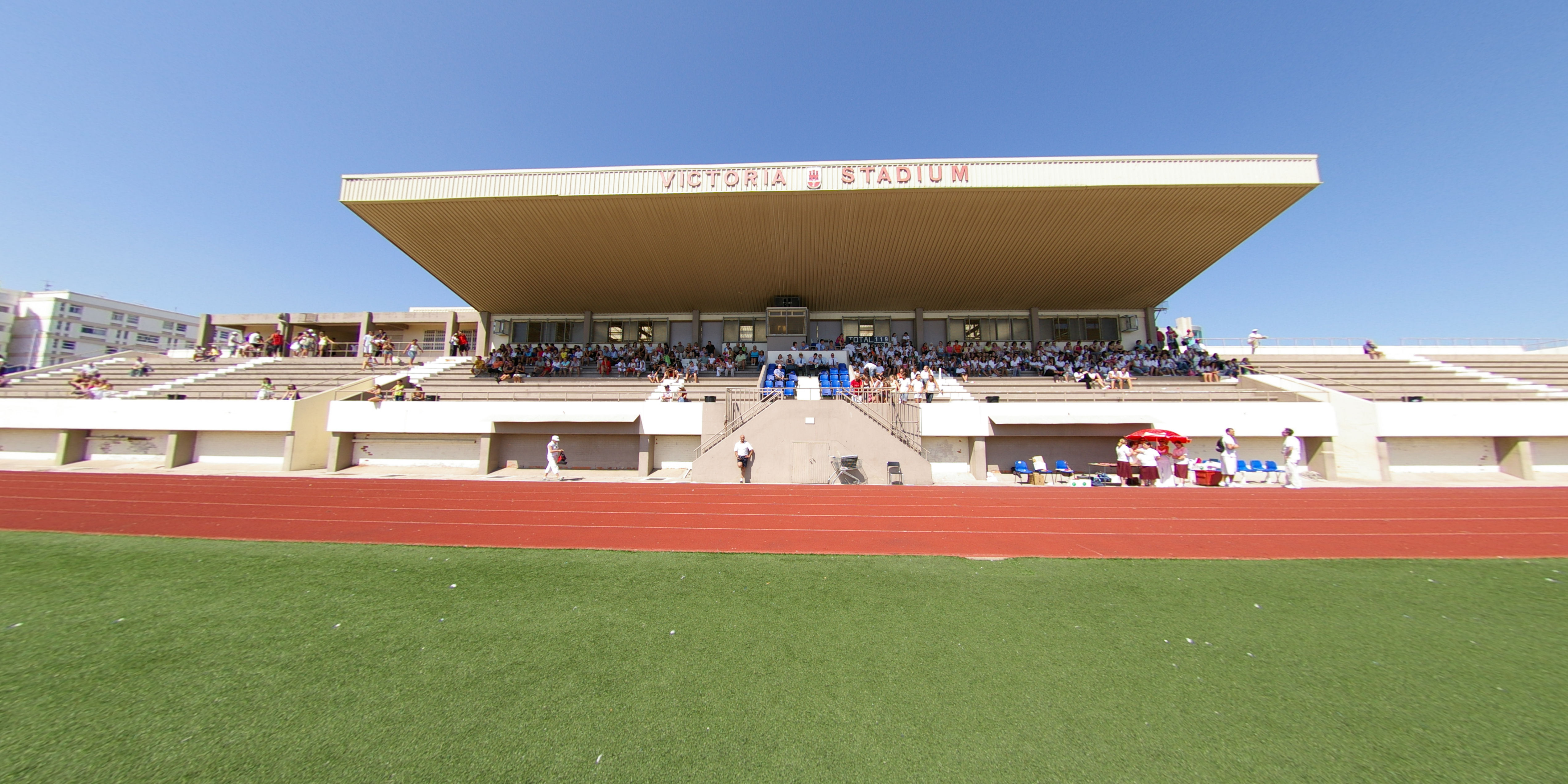
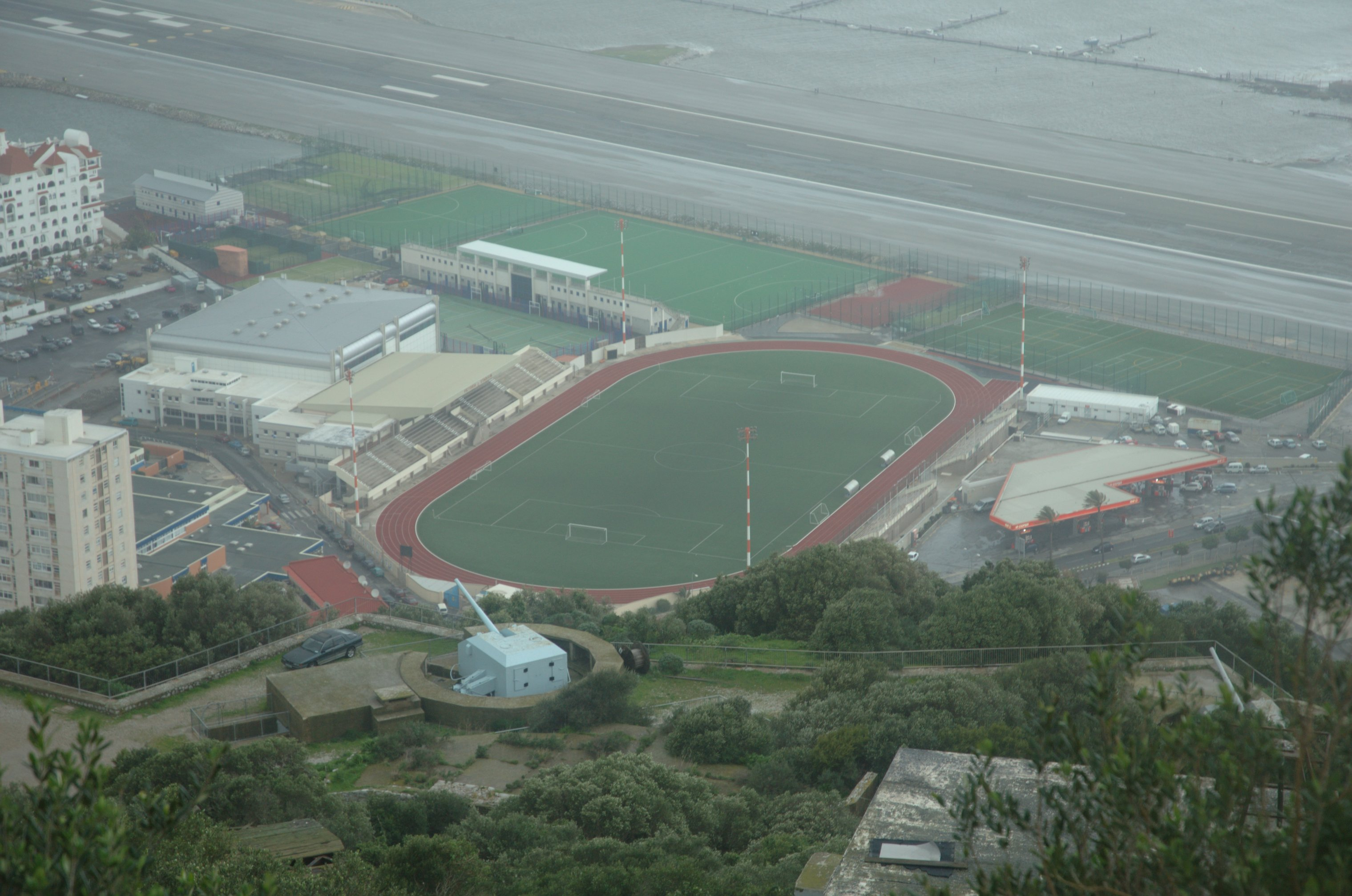

## وصلات خارجية
- الموقع الرسمي لمنتخب جبل طارق لكرة القدم
- الموقع الرسمي لاتحاد جبل طارق لكرة القدم
- نتائج ألعاب الجزر